# Квартет (фильм, 2012)
«Кварте́т» (англ. Quartet) — фильм Дастина Хоффмана, в котором он выступает только в качестве режиссёра. Съёмки прошли в Великобритании, премьера состоялась в сентябре 2012 года на международном кинофестивале в Торонто.

## Сюжет
Картина основана на одноимённой пьесе Рональда Харвуда. Действие развивается в доме престарелых артистов оперной сцены. Ежегодно 10 октября здесь концертом отмечают день рождения Верди. Вновь прибывшая постоялица, в прошлом примадонна, категорически отказывается принять в нём участие. Но гала́ всё-таки состоится.

## В ролях
- Мэгги Смит — Джин
- Билли Коннолли — Уилф
- Полин Коллинз — Сисси
- Том Кортни — Реджинальд
- Майкл Гэмбон — Седрик Ливингстон

## Награды и номинации
- 2013 — номинация на премию «Золотой глобус»: лучшая женская роль в комедии или мюзикле (Мэгги Смит)[6].